# Gripopteryx liana
Gripopteryx liana is een steenvlieg uit de familie Gripopterygidae. De wetenschappelijke naam van de soort is voor het eerst geldig gepubliceerd in 1993 door Froehlich.